# Келли, Джош (боксёр)
Джош Ке́лли (англ. Josh Kelly; 7 марта 1994, Сандерленд, Великобритания) — британский боксёр-профессионал. Бронзовый призёр Европейских игр (2015) и чемпион Англии (2013) среди любителей.
Среди профессионалов чемпион по версиям WBO International (2022 — н.в) в среднем весе (до 72,5 кг). Бывший чемпион Британского Содружества (2018) в полусреднем весе (до 66.6 кг). Бывший чемпион Англии (2022) в среднем весе (до 72,5 кг). 

## Любительская карьера
Занимался в клубе «Houghton and District Amateur Boxing Club».
В мае 2011 года стал серебряным призёром чемпионата Англии среди юношей 1994 года рождения в легчайшей весовой категории (до 57 кг).
В июне 2012 года стал чемпионом Великобритании среди юношей 1994 года рождения в 1-м полусреднем весе (до 64 кг).
В декабре 2012 года стал бронзовым призёром чемпионата мира среди юношей.

### Чемпионат Англии[англ.]2013
Выступал в 1-м полусреднем весе (до 63,5 кг). В четвертьфинале победил Сэма Боуэна. В полуфинале победил Мартина Стеда. В финале победил Криса Мбваконго.

### Чемпионат Англии[англ.]2014
Выступал в 1-м полусреднем весе (до 64 кг). В четвертьфинале победил Райана Мулкахи. В полуфинале победил Алфи Прайса. В финале проиграл Сэму Максвеллу.

### Европейские игры 2015
Выступал в полусредней весовой категории (до 69 кг). В 1/8 финала победил беларуса Магомеда Нурудинова. В четвертьфинале победил ирландца Адама Нолана. В полуфинале проиграл азербайджанцу Парвизу Багирову.

### Чемпионат мира 2015
Выступал в полусредней весовой категории (до 69 кг). В 1/16 финала победил австралийца Натан Вебера. В 1/8 финала победил новозеландца Джоша Ниику. В четвертьфинале проиграл марокканцу Мохамеду Рабии.

### World Series of Boxing2016
Представлял команду British Lionhearts. Выступал в полусредней весовой категории (до 69 кг). 27 мая 2016 года проиграл казахстанцу Асланбеку Шымбергенову.

### Олимпийские игры 2016
Выступал в полусредней весовой категории (до 69 кг). В 1/16 финала победил египтянина Валида Седика Мохамеда. В 1/8 финала проиграл казахстанцу Данияру Елеусинову.

## Профессиональная карьера
Сотрудничает с промоутерской компанией «Matchroom Sport» Эдди Хирна.
Дебютировал на профессиональном ринге 15 апреля 2017 года. Одержал победу по очкам.
31 марта 2018 года победил по очкам экс-чемпиона мира в 1-м среднем весе мексиканца Карлоса Молину.
20 февраля 2021 года потерпел досрочное поражение от экс-чемпиона мира в полусреднем весе россиянина Давида Аванесяна.
6 июня 2025 года в Ньюкасле (Англия) в первом раунде нокаутировал румына Флавиус Бьеа (24-1). Ближе к концу раунда у Келли прошел левы боковой сваливший румына в нокдаун. Встать до отсчёта рефери он не успел. 

## Статистика боёв
В таблице перечислены результаты всех поединков боксёров.
В каждой строке указан результат поединка. Дополнительно номер поединка обозначен цветом, который обозначает итог поединка. Расшифровка обозначений и цветов представлена в нижеследующей таблице.
| Пример | Расшифровка                     |
| ------ | ------------------------------- |
|        | Победа                          |
|        | Ничья                           |
|        | Поражение                       |
|        | Планируемый поединок            |
|        | Поединок признан несостоявшимся |
| КО     | Нокаут                          |
| ТКО    | Технический нокаут              |
| PTS    | Решение судей (по очкам)        |
| UD     | Единогласное решение судей      |
| MD     | Решение большинства судей       |
| SD     | Раздельное решение судей        |
| RTD    | Отказ от продолжения боя        |
| DQ     | Дисквалификация                 |
| NC     | Поединок признан несостоявшимся |

| Бой | Дата             | Соперник                             | Место проведения                                                              | Результат | Примечание |
| --- | ---------------- | ------------------------------------ | ----------------------------------------------------------------------------- | --------- | --- |
| 19  | 6 июня 2025      | Флавиус Бьеа (24-1)                  | Utilita Arena, Ньюкасл-апон-Тайн, Тайн-энд-Уир, Англия, Великобритания        | KO1 (10)  | |
| 18  | 21 сентября 2024 | Исмаэль Дэвис (13-0)                 | Уэмбли Арена, Лондон, Англия, Великобритания                                  | MD12 (12) | Счёт: 115-113, 115-114, 114-114. |
| 17  | 16 декабря 2023  | Пласидо Рамирес (24-3)               | Beacon of Light, Сандерленд, Тайн-энд-Уир, Англия, Великобритания             | KO3 (12)  | |
| 16  | 15 июля 2023     | Габриэль Альберто Корсо (18-0)       | Vertu Motors Arena, Ньюкасл-апон-Тайн, Тайн-энд-Уир, Англия, Великобритания   | UD12 (12) | Защитил титул WBO International в 1-м среднем весе (1-я защита Келли). Счёт: 117-110 и 120-107 (дважды).                                        |
| 15  | 2 декабря 2022   | Трой Уильямсон (19-0-1)              | Utilita Arena, Ньюкасл-апон-Тайн, Тайн-энд-Уир, Англия, Великобритания        | UD12 (12) | Завоевал титул BBBofC British в 1-м среднем весе (2-я защита Уильямсона). Счёт: 119-111, 118-110, 119-109.                                      |
| 14  | 30 июля 2022     | Лукас Брайан Ариэль Бастида (18-1-1) | Vertu Motors Arena, Ньюкасл-апон-Тайн, Тайн-энд-Уир, Англия, Великобритания   | UD10 (10) | Завоевал вакантный титул WBO International в 1-м среднем весе. Счёт: 99-92, 96-95, 98-92.                                                       |
| 13  | 17 июня 2022     | Петер Крамер (12-5-3)                | Echo Arena, Ливерпуль, Англия, Великобритания                                 | TKO4 (10) | |
| 12  | 20 февраля 2021  | Давид Аванесян (26-3-1)              | Уэмбли Арена, Лондон, Англия, Великобритания                                  | TKO6 (12) | Титул EBU European в полусреднем весе (3-я защита Аванесяна).                                                                                   |
| 11  | 20 декабря 2019  | Вистон Кампос (31-6-6)               | Токинг Стик Ризот-арена, Финикс, Аризона, США                                 | UD10 (10) | Кампос в нокдауне в 10-м раунде. Счёт: 98-91 и 99-90 (дважды).                                                                                  |
| 10  | 1 июня 2019      | Рэй Робинсон (24-3-1)                | Мэдисон-сквер-гарден, Нью-Йорк, штат Нью-Йорк, США                            | MD10 (10) | Титул WBA International в полусреднем весе (3-я защита Келли). Счёт: 96-95 и 95-95 (дважды).                                                    |
| 9   | 20 апреля 2019   | Пшемыслав Руновский (17-0-0)         | O2 Арена, Лондон, Англия, Великобритания                                      | UD10 (10) | Титул WBA International в полусреднем весе (2-я защита Келли). Руновский в нокдауне во 2-м, 9-м и 10-м раундах. Счёт: 100-89 и 100-88 (дважды). |
| 8   | 10 ноября 2018   | Вальтер Фабиан Кастильо (13-2-0)     | Манчестер Арена, Манчестер, Большой Манчестер, Англия, Великобритания         | TKO1 (10) | Кастильо в нокдауне в 1-м раунде. |
| 7   | 16 июня 2018     | Крис Джордж (14-1-0)                 | Utilita Arena, Ньюкасл-апон-Тайн, Тайн-энд-Уир, Англия, Великобритания        | RTD7 (12) | Титулы WBA International (1-я защита Келли) и Commonwealth (British Empire) (2-я защита Джорджа) в полусреднем весе.                            |
| 6   | 31 марта 2018    | Карлос Молина (28-8-2)               | Миллениум, Кардифф, Уэльс, Великобритания                                     | UD10 (10) | Вакантный титул WBA International в полусреднем весе. Счёт: 99-92 и 98-92 (дважды).                                                             |
| 5   | 13 декабря 2017  | Жан-Мишель Амилькаро (25-8-3)        | Йорк-холл, Лондон, Англия, Великобритания                                     | TKO6 (10) | Амилькаро два раза в нокдауне в 6-м раунде. |
| 4   | 21 октября 2017  | Хосе Луис Сунига (13-2-1)            | SSE Arena, Белфаст, Северная Ирландия, Великобритания                         | TKO2 (6)  | |
| 3   | 23 июня 2017     | Том Уайтфилд (4-1-0)                 | Walker Activity Dome, Ньюкасл-апон-Тайн, Тайн-энд-Уир, Англия, Великобритания | KO1 (8)   | |
| 2   | 13 мая 2017      | Хони Вина (6-1-0)                    | Арена Бирмингем, Бирмингем, Уэст-Мидлендс, Англия, Великобритания             | TKO4 (6)  | Вина в нокдауне в 4-м раунде. |
| 1   | 15 апреля 2017   | Джей Бёрн (4-1-0)                    | SSE Hydro, Глазго, Шотландия, Великобритания                                  | PTS6 (6)  | Счёт: 59-55. |
| Бой | Дата             | Соперник                             | Место проведения                                                              | Результат | Примечание |

## Титулы и достижения

### Любительские
- 2011  Серебряный призёр чемпионата Англии среди юношей (1994 года рождения) в легчайшем весе (до 57 кг).
- 2012  Чемпион Великобритании среди юношей (1994 года рождения) в 1-м полусреднем весе (до 64 кг).
- 2012  Бронзовый призёр чемпионата мира среди юношей[англ.] в 1-м полусреднем весе (до 64 кг).
- 2013  Чемпион Англии[англ.] в 1-м полусреднем весе (до 63,5 кг).
- 2014  Серебряный призёр чемпионата Англии в 1-м полусреднем весе (до 64 кг).
- 2015  Бронзовый призёр Европейских игр в полусреднем весе (до 69 кг).

### Профессиональные

#### Региональные
- Титул WBA International в полусреднем весе (2018—2019).
- Титул Commonwealth (British Empire) в полусреднем весе (2018).
- Титул WBO International в 1-м среднем весе (2022—н. в.).
- Титул BBBofC British в 1-м среднем весе (2022—2023).